# Металгалогенова лампа

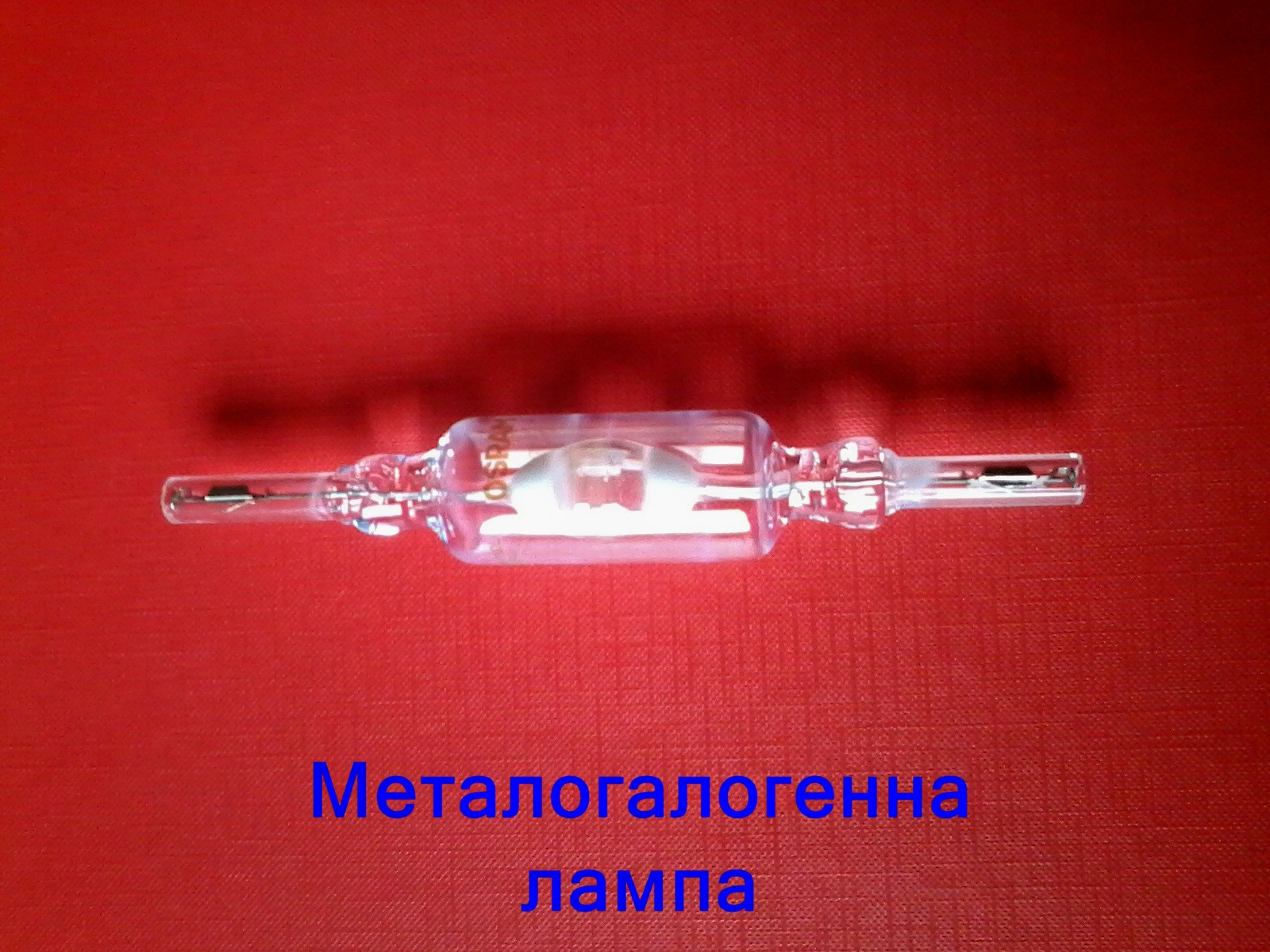
Металогалогенна лампа німецької фірми OSRAM на 150 Вт з можливістю гарячого перезапуску

Металгалогенова лампа — електрична лампа освітлення, яка виробляє світло за допомогою електричної дуги у газовій суміші пароподібних: ртуті та галогенідів металів (з'єднання металів з бромом або йодом).
Розроблені у 1960-х роках, вони схожі на ртутні лампи високого тиску, але містять додаткові з'єднання металгалогенів у кварцовому пальнику, які покращують ефективність і передавання кольорів світла.

## Загальний опис
Найпоширенішим галогенідом металу, є з'єднання, що являє собою йодид натрію. Після того, як дуга у трубці (пальнику) досягає робочої температури, натрій відокремлюється від йоду, та додає помаранчевий і червоний кольори до спектру лампи. Через це, металогалогенні лампи, мають високу світловіддачу близько 75 — 100 люменів на ват, що приблизно удвічі більше, ніж у дугових ртутних люмінесцентних ламп. Металогалогенна лампа перетворює 24 % підведеної до неї електроенергії, на світло, тоді як у лампи розжарення цей показник становить 2-4 %. Лампа являє собою невеликий пальник (з плавленого кварцу або кераміки), котрий містить гази у яких відбувається дуга; поміщений усередину більшої скляної колби, що має покриття, щоби відсіювати ультрафіолетове випромінювання. Лампи працюють за тиску між 4 і 20 атмосфер, та вимагають спеціальних пристосувань для безпечної роботи, а також електричний (електромагнітний або електронний) баласт. Атоми металу, виробляють більшу частину світлового потоку. Для розігріву таких ламп потрібно декілька хвилин.

### Використання

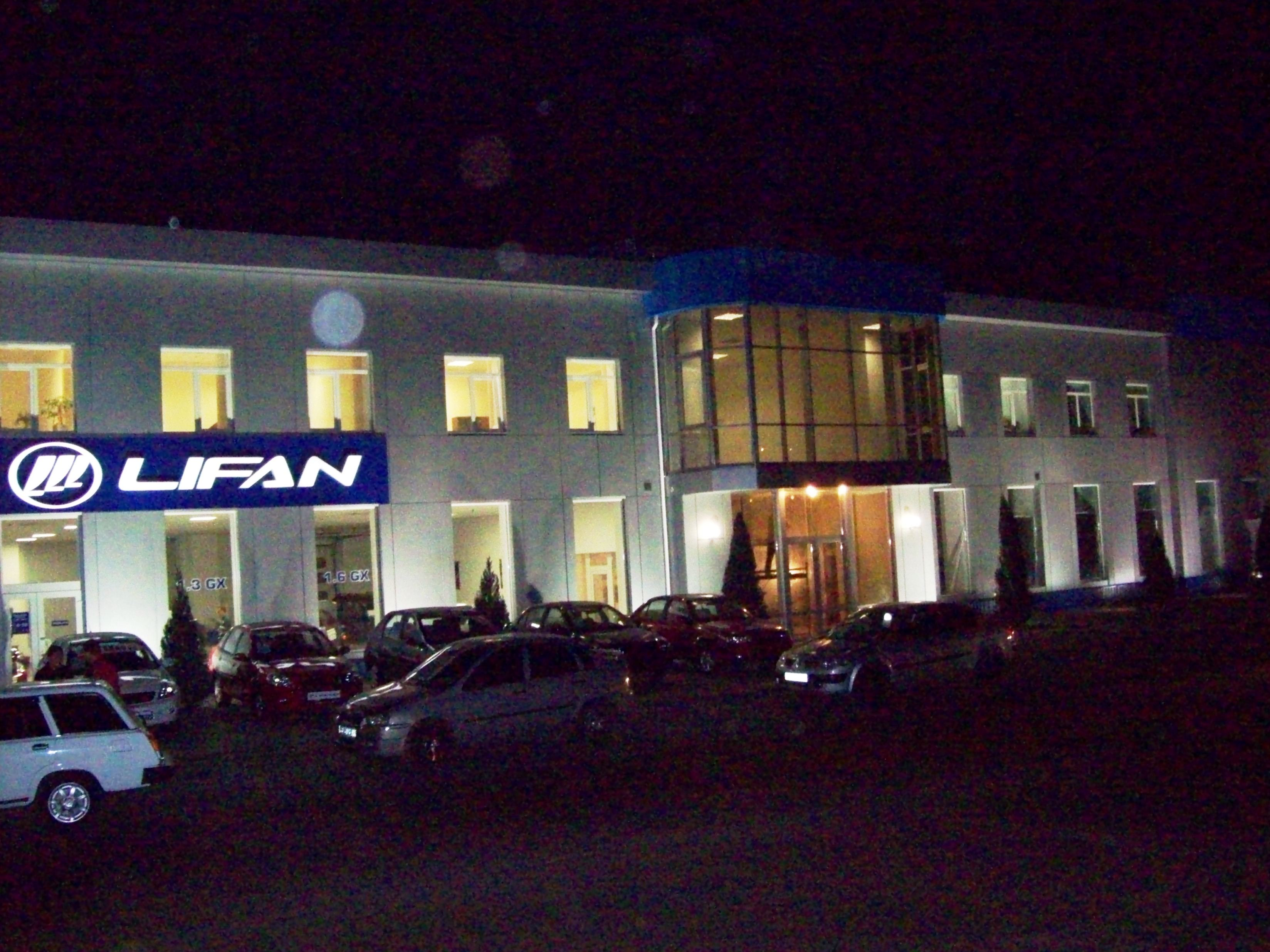
Освітлення фасаду металгалогеновими лампами

Термін служби лампи, складає від 6000 до 15000 годин. Завдяки таким перевагам, металогалогенні лампи, станом на 2005 рік, були найшвидкозростаючим розділом індустрії освітлення. Вони використовуються для верхнього освітлення широких площ комерційних, промислових і громадських приміщень, таких як автостоянки, спортивні арени, заводи, магазини роздрібної торгівлі тощо. Вони досить придатні для освітлення рифових акваріумів, які потребують джерел світла високої інтенсивності задля їхніх коралів. Металгалогенові лампи, використовуються також, в автомобільних фарах, де вони широко відомі як «ксенонові фари» через використання ксенону у колбі замість аргону. Інше широке використання таких ламп — у фотографічному освітленні та сценічних світильниках, особливо де потрібне інтелектуальне освітлення.

## Пальник
Усередині кварцової дугової трубки, знаходяться два вольфрамові електроди, закріплені на кожному кінці пальника, до яких підводиться струм за допомогою молібденової фольги. Крім парів ртуті, лампа містить йодиди або іноді броміди різних металів. Скандій та натрій використовуються у деяких видах ламп США, а талій, індій та натрій у моделях Європейського Союзу. Тулій використовується у моделях з дуже високою потужністю (освітлення у кіно). Галій або свинець, використовується у спеціальних моделях з жорстким УФ для друку. Суміш з використовуваних металів, визначає колір лампи. У деяких видах, для святкового або театрального ефекту, використовуються майже чисті йодиди талію, для зелених ламп і індію, для блакитних ламп. Аргон використовується для полегшення пуску розряду. Кінці дугової трубки часто зовні мають інфрачервоне напилення (силікат або оксид цирконію) для відбивання тепла назад на електроди, щоб тримати їх гарячими. Деякі лампи мають покриття люмінофора на внутрішньому боці зовнішньої колби, для поліпшення спектру. У середині 1980-х років, було розроблено новий тип металгалогенових ламп, у яких для пальника замість кварцового скла, використовується спечений глинозем (кераміка). Це набагато продовжило строк роботи лампи з більш сталим кольором.

## Баласт

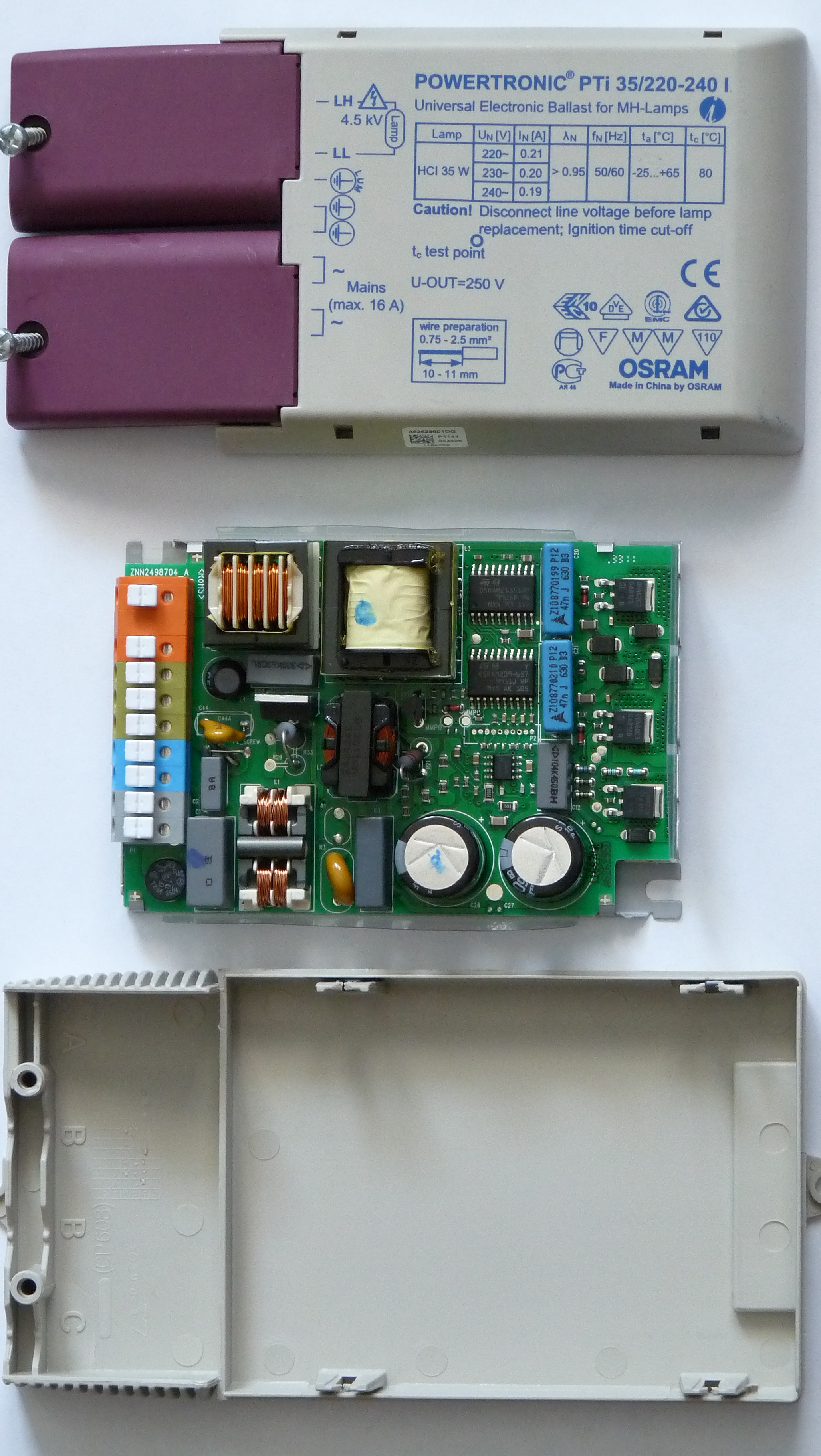
Osram POWERTRONIC PTi 35 — електронний баласт

Електрична дуга у металгалогеновій лампі, як і у всіх газорозрядних лампах, має властивість негативного опору. Це означає, що зі збільшенням струму, який проходить крізь лампу, напруга на ній зменшується. Якщо лампочка живиться від джерела сталої напруги, наприклад, безпосередньо від мережі змінної напруги, струм буде збільшуватися, поки колба не лусне. Тому, для металгалогенових ламп, як і інших газорозрядних ламп, використовуються електричні баласти для обмеження дуги. Є два типи: індуктивний баласт, аналогічний тим, які використовуються з люмінесцентними лампами та електронний. Індуктивний являє собою котушку зі сталевим осердям. Якщо струм крізь лампу збільшується, індуктор зменшує напругу, щоби зменшити його. Електронний баласт— це легший та меншого розміру пристрій. Вони складаються з електронного генератора, який генерує високочастотний струм задля приведення лампи у дію. Оскільки вони мають нижчі резистивні втрати, ніж індуктивні баласти, електронні є більш енергоефективними. Проте, високочастотний запуск лампи, не збільшує її ефективності, як це відбувається щодо люмінесцентних ламп. Для запуску (починання дуги) металгалогенових ламп, потрібен запальник-стартер задля генерації високої напруги (1-5 кВ за холодного розряду, та понад 30 кВ для гарячого запуску).

## Колірна температура
З введенням спеціалізованих сумішей газів, металогалогенні лампи, тепер доступні з відповідною колірною температурою від 3000 К до 20000 К. Колір може незначно відрізнятися від лампи до лампи, і цей ефект помітний у тих місцях, де використовується багато світильників. Через те, що колірні характеристики лампи мають властивість змінюватися протягом роботи, колір вимірюється по тому, як лампа відпрацювала протягом 100 годин відповідно до стандартів ANSI. Колірну температуру металгалогенової лампи, також може бути порушено через електричні характеристики електричної системи живлення.

## Запуск і розігрів
«Холодна» (нижче робочої температури) металгалогенова лампа, не може відразу почати виробляти повний світловий потік, оскільки температура та тиск усередині дугової камери вимагають часу, щоби досягти повного робочого рівня. Час розігріву може становити до 5 хвилин. Протягом цього часу, лампа проявляє різні кольори, в міру того, як окремі металеві галогеніди випаровуються у пальник. Якщо живлення переривається, навіть на короткий час, лампа згасне, і високий тиск, який існує в гарячому пальнику завадить перезапустити дугу; зі звичайним запальником, потрібен буде час охолодження 5-10 хвилин перш ніж лампа зможе перезапуститися, але зі спеціальними ІЗП (імпульсний запалювальний пристрій) та з використанням спеціально — розроблених ламп, дугу може бути негайно відновлено. З міркувань безпеки, багато металогалогенних світильників мають резервну вольфрам-галогенну лампу розжарення, яка працює під час охолодження та повторного запуску основної лампи.

## Небезпеки під час роботи
Оскільки металогалогенні лампи містять гази за значного тиску, та дуже високої температури, використовувати їх потрібно у світильниках із захисними лінзами, щоби уламки не впали на людей та майно під світильником, та не призвели до серйозної травми, або пожежі. Ризик вибуху дугової трубки дуже малий. Згідно з інформацією, зібраною Національною асоціацією виробників електроустаткування, з приблизно 40 мільйонів металгалогенових систем, у самій лише Північній Америці, таких випадків було обмаль.